# Mourad Ainy
Mourad Ainy, né le 24 mars 1980, est un footballeur marocain évoluant au poste défenseur au Raja de Beni Mellal.
Il est international marocain en 2008 (6 sélections).
| Caps | Date       | Match              | Lieu       | Score | Compétition      |
| 1    | 26/03/2008 | Belgique - Maroc   | Bruxelles  | 1 - 4 | Amical           |
| 2    | 31/05/2008 | Maroc - Ethiopie   | Casablanca | 3 - 0 | Elim.CAN/CM 2010 |
| 3    | 07/06/2008 | Mauritanie - Maroc | Nouakchott | 1 - 4 | Elim.CAN/CM 2010 |
| 4    | 14/06/2008 | Rwanda - Maroc     | Kigali     | 3 - 1 | Elim.CAN/CM 2010 |
| 5    | 21/06/2008 | Maroc - Rwanda     | Casablanca | 2 - 0 | Elim.CAN/CM 2010 |
| 6    | 06/09/2008 | Oman - Maroc       | Mascate    | 0 - 0 | Amical           |
| ---- | ---------- | ------------------ | ---------- | ----- | ---------------- |